# Ā
De ā, is een a met daarop een horizontale streep, genaamd macron.
In het Letse alfabet vormt ā een aparte letter die in het alfabet na de 'a' komt en voor de 'b'. Ā staat voor een lange a-klank in het Lets.
In sommige talen wordt ā gebruikt om een lange a-klank aan te geven. Voorbeelden hiervan zijn de Malayo-Polynesische talen. Maar het wordt ook gebruikt in de romanisatie van het Japans het romaji en in het Arabisch. Verder wordt ā veelvuldig gebruikt in fonetische transcripties van onder andere het Latijn en het Engels. We vinden ā ook nog terug in het pinyin, een van de romanisatiesystemen voor het Mandarijn, om de eerste toon aan te geven.

## Unicode
In Unicode heeft Ā de code 256 (hex 100) en ā de code 257 (hex 101).